# You Are the Quarry
A 2004-es You Are the Quarry Morrissey hetedik nagylemeze. Szerepel az 1001 lemez, amit hallanod kell, mielőtt meghalsz című könyvben.

## Az album dalai
|     | Cím                                       | Szerző(k)                  | Hossz |
| --- | ----------------------------------------- | -------------------------- | ----- |
| 1.  | America Is Not the World                  | Morrissey, Alain Whyte     | 4:03  |
| 2.  | Irish Blood, English Heart                | Morrissey, Whyte           | 2:37  |
| 3.  | I Have Forgiven Jesus                     | Morrissey, Whyte           | 3:41  |
| 4.  | Come Back to Camden                       | Morrissey, Boz Boorer      | 4:14  |
| 5.  | I'm Not Sorry                             | Morrissey, Boorer          | 4:41  |
| 6.  | The World Is Full of Crashing Bores       | Morrissey, Boorer          | 3:51  |
| 7.  | How Can Anybody Possibly Know How I Feel? | Morrissey, Whyte           | 3:25  |
| 8.  | First of the Gang to Die                  | Morrissey, Whyte           | 3:38  |
| 9.  | Let Me Kiss You                           | Morrissey, Whyte           | 3:30  |
| 10. | All the Lazy Dykes                        | Morrissey, Whyte           | 3:31  |
| 11. | I Like You                                | Morrissey, Boorer          | 4:11  |
| 12. | You Know I Couldn't Last                  | Morrissey, Whyte, Gary Day | 5:51  |

## Közreműködők
- Morrissey – ének
- Alain Whyte – gitár, háttérvokál
- Boz Boorer – gitár
- Gary Day – basszusgitár
- Dean Butterworth – dob
- Roger Manning – billentyűk

## Fordítás
Ez a szócikk részben vagy egészben a You Are the Quarry című angol Wikipédia-szócikk ezen változatának fordításán alapul.  Az eredeti cikk szerkesztőit annak laptörténete sorolja fel. Ez a jelzés csupán a megfogalmazás eredetét és a szerzői jogokat jelzi, nem szolgál a cikkben szereplő információk forrásmegjelöléseként.